# Dania Virgen García
Dania Virgen García (La Habana, 1965) es una activista por los derechos humanos y periodista independiente cubana. Partidaria de grupos como las Damas de Blanco y otros movimientos de derechos humanos, ha estado en prisión en varias oportunidades por su oposición al gobierno de la isla.

## Biografía
García nació en La Habana en 1965. Desde finales de la década de 1980 ha sido una disidente activa en los asuntos de su país natal. En un principio escribía para periódicos locales autoeditados, pero en 2009 creó su propio blog. Sus artículos también se publican regularmente en el semanario independiente cubano Primavera y en el servidor de noticias Cubanet.org, un sitio que informa a los lectores sobre la situación política y social actual de la isla.
Participa regularmente en las marchas de las Damas de Blanco de La Habana, una protesta callejera celebrada los domingos por las esposas y familiares de los presos políticos cubanos. También colabora con otros movimientos de Defensa de los Derechos Humanos. Mediante su blog y sus redes sociales, realiza denuncias constantes en contra de las políticas del gobierno de la isla. En abril de 2020 fue reconocida con un premio en el foro Racialidad, Género, Cultura y Diversidad por su obra El empoderamiento de las mujeres: Una ruta para la democracia en Cuba.

### Detenciones
El 22 de abril de 2010, García fue detenida y posteriormente condenada a un año y ocho meses de prisión. En el momento de su captura, aún no se habían dado a conocer los cargos contra ella. Su condena fue posteriormente anulada en apelación. El medio El Nuevo Herald informó en mayo de ese año que la detención se produjo por un caso de abuso de autoridad contra su hija, quien la acusó de expulsarla de su hogar. En declaraciones a la AFP, García denunció que su proceso tenía «un carácter político por su participación como periodista independiente».
Según su blog, el 27 de marzo de 2012 fue detenida de nuevo antes de una misa papal celebrada por el Papa Benedicto XVI en la plaza José Martí de La Habana. Estuvo retenida durante 33 horas y posteriormente fue liberada sin cargos. Ese mismo año había publicado en su blog un video grabado clandestinamente en la prisión Combinado del Este en la capital cubana, en el que denunciaba las críticas condiciones que enfrentan los reclusos en dicho recinto.